# Acoreus
Acoreus war wahrscheinlich ein alexandrinischer Gelehrter und Astronom.
Es besteht die Möglichkeit, dass er Gaius Iulius Caesar die ägyptische Zeitrechnung nahebrachte und ihn von den Vorteilen gegenüber dem römischen Mondkalender überzeugte. Caesar beauftragte daraufhin in Rom eine Kommission unter der Leitung von Sosigenes aus Alexandria mit der Berechnung und entsprechenden Reform des römischen Kalenders.